# Shawn Long
Shawn Long (Morgan City, 29 de janeiro de 1993) é um jogador norte-americano de basquete profissional que atualmente joga pelo Philadelphia 76ers, disputando a National Basketball Association (NBA).